# Zdenko Kožul
Zdenko Kožul est un joueur d'échecs croate né le 21 mai 1966 à Bihać.
Au 1er avril 2014, il est le 278e joueur mondial et le numéro 3 croate avec un classement Elo de 2 583 points.

## Biographie et carrière

### Championnats nationaux
Grand maître international depuis 1989, Kožul a remporté deux fois le championnat de Yougoslavie en 1989 (à Pljevlja) et en 1990 (à Cetinje).
En 2016, il gagna le championnat de Croatie.

### Championnats du monde FIDE
Lors du tournoi interzonal de Bienne en 1993, qualificatif pour le tournoi des candidats du championnat du monde de la Fédération internationale des échecs 1996, Zdenko Kožul marqua la moitié des points (6,5/13) et finit à la 39e place sur 74 participants.
Lors du championnat du monde de la Fédération internationale des échecs 2004, il fut éliminé en huitièmes de finale par Veselin Topalov après avoir battu Đào Thiên Hải (2-0), Mikhaïl Gourevitch (1,5-0,5) et Sergueï Roublevski (2-0).

### Champion d'Europe (2006)
Kožul remporta le championnat d'Europe d'échecs individuel en 2006.
Ce résultat le qualifiait pour la Coupe du monde d'échecs 2007 à Khanty-Mansiïsk où il battit Lázaro Bruzón au premier tour, puis perdit au deuxième tour face à Shakhriyar Mamedyarov.

### Tournois internationaux
Zdenko Kožul a remporté :
- l'open de Šibenik en 1988 ;
- en 1989 les tournois de :
  - Liechtenstein, Ptuj et Marseille ;
- le tournoi de Francfort en 1990 (ex æquo avec Epichine) ;
- Osijek en 1992 et 1993 ;
- le tournoi zonal de Zagreb en 1993 ;
- trois fois le mémorial Pirc à Maribor : en 1994, 2000 et 2003 ;
- l'open de Zadar en 1995 et 2003,
- Sarajevo (Grand Prix Vecernjakov) en 1998,
- Solin (Croatie) en 1999 ;
- Požega (Croatie) en 2000.
- le championnat open de Bosnie en 2002 à Neum avec 8 points sur 9 devant Sergei Movsessian et Ivan Sokolov ;
- trois fois l'open de Nova Gorica (tournoi du casino Hit)[4] :
  - en 1999 (devant Oll et Miles) ;
  - en 2004 (ex æquo avec Aleksandar Kovačević) ;
  - en 2017 (devant Skoberne et Vorobiov) ;
  - il fut également 1er-5e du tournoi en 2002, deuxième en 1996, 1997, 2005, 2006 et 2019 ;
- l'open de Zagreb en octobre 2012 ;
- l'open Bosna de Sarajevo en 2015 (au départage).

En 2016 et 2018, il finit deuxième ex æquo de l'open Bosna de Sarajevo.
Lors de la coupe du monde de blitz GSM disputée en janvier 1982 avec 367 participants, Zdenko Kožul occupa la neuvième place avec 16,5 points sur 22.

### Olympiades
Lors de l'olympiade d'échecs de 1990, Kožul joua au troisième échiquier de l'équipe de Yougoslavie qui finit cinquième. Il remporta la médaille de bronze individuelle pour sa performance au troisième échiquier : 9 / 12 (+8 −2 =2).
En 1992, il fut sélectionné dans l'équipe de Bosnie-Herzégovine comme remplaçant mais ne disputa aucune partie lors de l'olympiade.
De 1994 à 2016, Kožul participa à toutes les olympiades d'échecs avec l'équipe de Croatie, jouant au deuxième échiquier en 1994, 1996, 2008 et 2010, et au premier échiquier de 1998 à 2006. En 2012, il réalisa la quatrième meilleure performance comme joueur de réserve.

### Coupes d'Europe
Zdenko Kožul a remporté trois fois la coupe d'Europe des clubs d'échecs avec l'équipe du Bosna Sarajevo : en 1999, 2000 et 2002.

### Meilleurs classements Elo et FIDE
Kožul a été classé quarantième  joueur mondial en janvier 1990 avec un classement Elo de 2 575 points. Son meilleur classement Elo a été de 2 640 points (56e joueur mondial), obtenu en octobre 2004 après  le championnat du monde FIDE de Tripoli où il marqua 5,5 points sur 8

### Ouvertures à son nom
Zdenko Kozul a donné son nom au gambit Kozul dans une variante de la défense est-indienne.
Zdenko Kozul est aussi l'ardent défenseur d'une ligne de jeu très risquée dans la variante de l'attaque Richter-Rauzer de la défense sicilienne : 1. e4 c5 2. Cf3 Cc6 (ou d6) 3. d4 cxd4 4. Cxd4 Cf6 5. Cc3 d6 (ou Cc6) 6. Fg5 e6 7. Dd2 a6 8. 0-0-0 Fd7 9. f4 b5!? nommée « variante suicide de Kozul » !